# Lijst van voetbalinterlands China - Kameroen (vrouwen)
Deze lijst van voetbalinterlands is een overzicht van alle officiële voetbalinterlands tussen de nationale vrouwenteams van China en Kameroen. De landen hebben tot nu toe twee keer tegen elkaar gespeeld.

## Wedstrijden
| № | Plaats   | Datum        | Competitie                                    | Wedstrijd        | Uitslag |
| - | -------- | ------------ | --------------------------------------------- | ---------------- | ------- |
| 1 | Edmonton | 20 juni 2015 | WK 2015                                       | China − Kameroen | 1 − 0   |
| 2 | Wuhan    | 7 april 2019 | Four Nations Women's Football Tournament 2019 | Kameroen − China | 0 − 1   |

## Samenvatting
| Competitie                               | Totaal gespeeld | Winst China | Gelijk | Winst Kameroen | Doelsaldo China – Kameroen |
| ---------------------------------------- | --------------- | ----------- | ------ | -------------- | -------------------------- |
| WK-eindronde                             | 1               | 1           | 0      | 0              | 1 − 0                      |
| Four Nations Women's Football Tournament | 1               | 1           | 0      | 0              | 1 − 0                      |
| Totaal                                   | 2               | 2           | 0      | 0              | 2 − 0                      |

CFA · A-internationals · Chinees mannenelftal
1986 – 1989 · 1991 – 1999 · 2000 – 2009 · 2010 – 2019 · 2020 – 2029
Argentinië ·
Australië ·
Brazilië ·
Canada ·
Chili ·
Colombia ·
Costa Rica ·
Denemarken ·
Duitsland ·
Engeland ·
Filipijnen ·
Finland ·
Frankrijk ·
Ghana ·
Guam ·
Guatemala ·
Haïti ·
Hongarije ·
Hongkong ·
Ierland ·
IJsland ·
India ·
Indonesië ·
Iran ·
Italië ·
Ivoorkust ·
Japan ·
Joegoslavië ·
Jordanië ·
Kameroen ·
Kazachstan ·
Kroatië ·
Maleisië ·
Mexico ·
Mongolië ·
Myanmar ·
Nederland ·
Nieuw-Zeeland ·
Nigeria ·
Noord-Korea ·
Noorwegen ·
Oekraïne ·
Oezbekistan ·
Portugal ·
Roemenië ·
Rusland ·
Schotland ·
Sovjet-Unie ·
Spanje ·
Tadzjikistan ·
Taiwan ·
Thailand ·
Tsjechië ·
Verenigde Staten ·
Vietnam ·
Wales ·
Zambia ·
Zimbabwe ·
Zuid-Afrika ·
Zuid-Korea ·
Zweden ·
Zwitserland